# Blansko (zámek)
Zámek Blansko je renesanční zámek ve městě Blansko v Jihomoravském kraji. V objektu sídlí Muzeum Blanenska.

## Historie
První zmínky o Blansku pocházejí z první poloviny 12. století. To se stalo biskupským majetkem a kromě kostela zde pravděpodobně stávalo nějaké opevněné sídlo (tvrz či dvůr), které se však zřejmě nacházelo na Starém Blansku. K tomuto se váže pověst o dobývání Tatary při jejich vpádu na Moravu. Středověká tvrz však byla postavena i na Novém Blansku a pravděpodobně u ní se uvádí v roce 1431 biskupský man Mikuláš z Vážan. První zaručená zmínka o tvrzi pochází až z roku 1532, kdy tam Jan Skála z Doubravky prostavěl 900 zlatých.

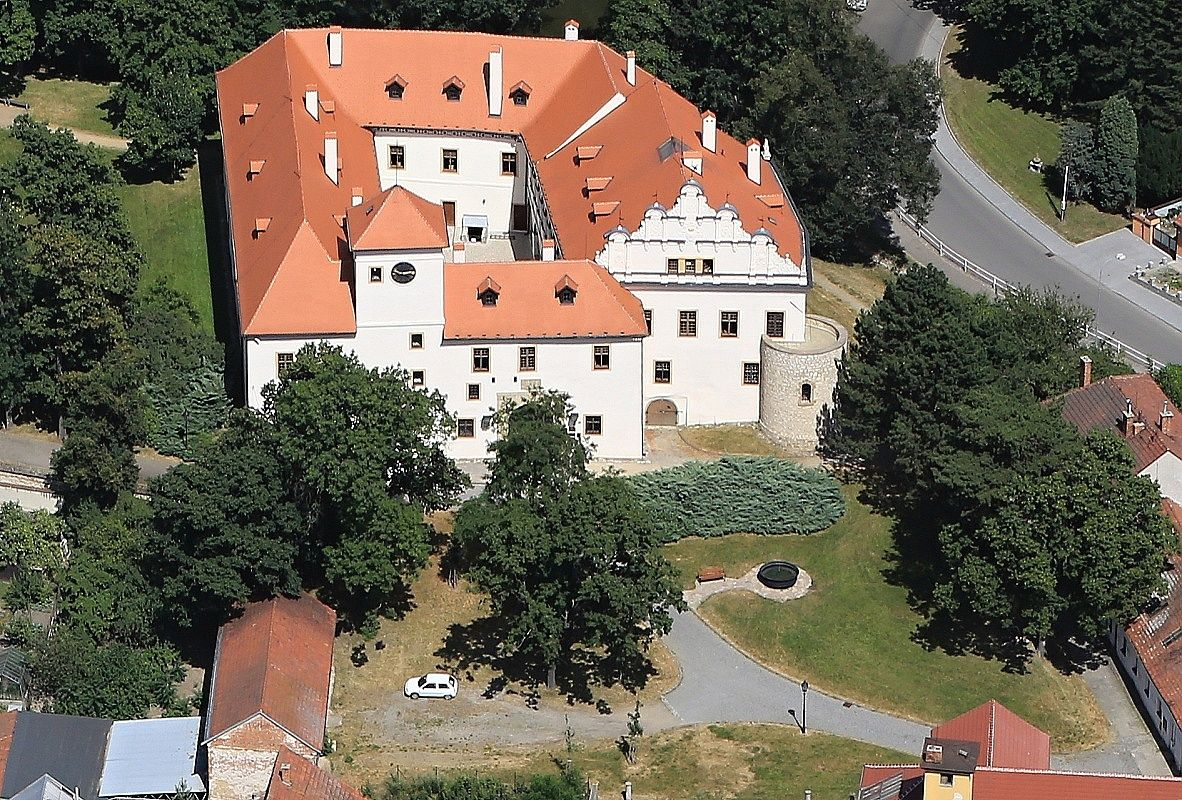
Pohled z výšky

Přestavbu na renesanční zámek zahájil na konci 16. století moravský zemský prokurátor Matyáš Žalkovský ze Žalkovic. Přestavbu ale dokončil až roku 1604 jeho syn Jan Žalkovský ze Žalkovic. Od roku 1631 drželi zámek páni z Rožmitálu. Za třicetileté války byl zámek poškozen a opravili ho teprve Gellhornové, kteří ho vlastnili od roku 1694 a kteří zde sídlili. Blanenský statek však zadlužili a roku 1766 ho prodali rodu Salmů. Ti však sídlili v Rájci a blanenský zámek používali jako letní sídlo.
V zámku bydlela v 18. a 19. století řada významných lidí, jako např. Karel Reichenbach, Karolina Meineke, Jindřich Wankel, Josef Dobrovský, Josef Mánes, Ferdinand von Saar a další. V roce 1818 zámek vyhořel a hrabě Hugo František Salm ho nechal opravit, přičemž byly provedeny stavební změny. Další opravy a změny provedli jeho nástupci.
Na konci 19. a začátku 20. století však začal zámek chátrat a ve třicátých letech 20. století byl využíván jako nájemní dům a noclehárna. Město Blansko mělo zájem o jeho odkoupení, ale bezvýsledně. Po druhé světové válce byl zabaven na základě dekretů prezidenta Beneše. V letech 1960-1969 zde probíhala generální rekonstrukce a zámek byl předán do užívání Okresnímu vlastivědnému muzeu. Přitom byl upraven do novorenesanční podoby vytvořením nepůvodních renesančních prvků (klenby v arkádách a interiérech, malba nádvorních fasád, vstupní portál), lépe vyhovující představám tehdejšího uživatele.

## Muzeum Blanenska
V Muzeu Blanenska se nachází řada stálých expozic. Muzeum také nabízí archeologickou hernu pro děti - Časoprostor hrátky s historií. Dále jsou zde pořádány různé výstavy, kulturní akce a hudební koncerty.